# Tudor-Marius Munteanu
Tudor-Marius Munteanu (n. 15 august 1956) este un fost senator român în legislatura 2000-2004 ales în județul Neamț pe listele partidului PDSR care a devenit PSD. Tudor-Marius Munteanu a fost validat ca senator pe data de 12 februarie când l-a înlocuit pe senatorul Alexandru-Radu Timofte. În cadrul activității sale parlamentare, Tudor-Marius Munteanu a fost membru în grupurile parlamentare de prietenie cu Regatul Maroc, Republica Panama și Canada. Tudor-Marius Munteanu a inițiat 9 propuneri legislative iar 8 au fost promulgate legi.  

## Legături externe
- Tudor-Marius Munteanu Arhivat în 17 august 2016, la Wayback Machine. la cdep.ro